# Cornelis Lodewijk de Vos
Cornelis Lodewijk de Vos, heer van Nederveen Cappel (Utrecht, 16 november 1804 - Scheveningen, 13 maart 1885) was president van de Hoge Raad der Nederlanden.

## Leven en werk
De Vos, lid van de patriciaatsfamilie De Vos, was een zoon van de advocaat en notaris, ook schepen van Utrecht mr. Hendrik Daniel de Vos (1776-1807) en Justina Theodora Odilia Suffrida Rossijn (1779-1849). Hij trouwde in 1842 met Anna Elisabeth Maria Graevestein; uit dit huwelijk werden zeven kinderen geboren.
In 1855 kocht hij de heerlijkheid Nederveen-Cappel waarna hij zich ook De Vos van Nederveen Cappel noemde; zijn nageslacht draagt de familienaam De Vos tot Nederveen Cappel.
De Vos studeerde rechten te Utrecht tussen 1822 en 1827. Hij promoveerde op 14 december 1827 in de rechten. Na zijn studie werd hij privaatdocent en vanaf 1827 tot 1838 was hij advocaat te Utrecht. Van 1838 tot 1840 was hij substituutgriffier van het Hof van Utrecht. Van 1840 tot 1852 was hij daar officier van justitie, van 1852 tot 1855 president van de rechtbank. Van 1851 tot 1856 was hij daarnaast lid van de gemeenteraad in die stad.
Op 7 december 1855 werd hij benoemd tot raadsheer in de Hoge Raad. Op 11 september 1882 werd hij benoemd tot president. De Vos nam per 1 april 1885 ontslag maar overleed enkele weken daarvoor. Zijn dochter Elizabeth Anna Louise de Vos tot Nederveen Cappel (1844-1905) trouwde in 1864 met prof. mr. Anthony Modderman (1838-1885) die minister van Justitie was toen De Vos tot president van de Hoge Raad werd benoemd. Modderman werd op 29 mei 1885 als opvolger van zijn schoonvader tot raadsheer in de Hoge Raad benoemd maar kon door ziekte niet meer als zodanig worden beëdigd en overleed enkele maanden later.